# 余韶
余韶（1891年7月30日—1962年），原名斐生，號述虞，湖南省平江縣三市鎮人。中华民国中将。

## 生平
清光緒三十四年（1908）入四十九標當兵。雲南講武堂韶關分校第1期、陸軍大學特別班第1期畢業。參加辛亥武昌起義及護國、護法諸役。民國13年（1924）加入國民黨，任國民革命軍程潛部團長，參加東征陳炯明之役。民國15年（1926）參加北伐，1932年任第5師參謀長，1933年任第36軍96師286旅571團團長，1935年入四川追剿紅軍。1938年6月任第36軍96師少將師長，1939年參加桂南會戰，1940年任第5軍96師師長，1942年參加遠征軍印緬抗戰。1943年1月任第5軍中將副軍長，1945年任陸軍總司令部新兵第2集訓處第4總隊總隊長，1946年任第5軍官總隊總隊長，1947年，任國防部中將部員，1948年拒任第5軍軍長，1949年8月在長沙投向共方。後任中華人民共和國湖南省人民政府參事。